# Kusanovec
Kusanovec is een plaats in de gemeente Brckovljani in de Kroatische provincie Zagreb. De plaats telt 53 inwoners (2001).